# Jean-Paul Cabana
Pour les articles homonymes, voir Cabana.
Jean-Paul Cabana, né le 21 novembre 1934 à Saint-Valérien-de-Milton, Québec, Canada, est un pilote automobile canadien de stock-car, ayant remporté de nombreux championnats au Canada et aux États-Unis.

## Biographie
Il a commencé sa carrière à l'âge de 16 ans dans la région de Shawinigan. Vers la fin des années 1950 et le début des années 1960, il remporte plusieurs championnats notamment au Riverside Speedway de Laval, au Québec Modern Speedway (Autodrome Val-Bélair) et au Airborne Park Speedway à Plattsburgh dans l'état de New York, ce qui lui vaut une qualification pour la prestigieuse épreuve Permatex 300 au Daytona International Speedway en Floride en 1962 où il impressionne en terminant à la neuvième place, mais premier de la catégorie Sportsman.
Durant sa longue carrière qui s'est étalée jusqu'en 1998, il a remporté quantité de victoires importantes, tant au Canada qu'aux États-Unis, notamment à la piste Catamount Stadium au Vermont, où il a signé la victoire à la fois au programme d'ouverture de cette piste en 1965 et lors du programme de fermeture en 1987. Il a remporté la 500e victoire de sa carrière au Circuit Riverside Speedway Ste-Croix en 1992. Il a fait un bref retour infructueux en 2001 dans la série ADL Tobacco. Il obtient tout de même une neuvième place sur 30 partants à l'Autodrome Montmagny.
Après sa carrière, il a continué de faire des apparitions en piste notamment dans la série Vintage Québec. Il collabore à l'Autodrome Granby comme analyste dans les puits. On peut aussi l'entendre au micro de différentes pistes à l'occasion, notamment au Circuit Riverside Speedway Ste-Croix. Il opère depuis plusieurs années une école de pilotage à la piste Sanair Super Speedway, à Saint-Pie-de-Bagot.     
Il a été intronisé en 2003 au Temple de la renommée du sport automobile canadien à Toronto et il est le seul Québécois à ce jour intronisé au New England Auto Racers Hall of Fame, en janvier 2007. Récipiendaire du Don MacTavish Award en 1974, honneur décerné à un pilote ayant fait preuve d'esprit sportif, de détermination et de dévouement pour son sport.
Seul québécois à avoir été sacré champion de la piste Thunder Road International Speedbowl, à Barre, Vermont. Il a réussi l'exploit deux fois, en 1971 et 1980. Deux fois vainqueur de la course "Milk Bowl", une épreuve de 150 tours en trois segments de 50 tours, à Thunder Road en 1973 et 1987. Toujours à Thunder Road, quatre fois vainqueur de la Memorial Day Classic en 1965, 1972, 1973 et 1988, et deux fois vainqueur de la Labor Day Classic en 1972 et 1973.
- 2e au classement de la NASCAR National Late Model Sportsman Championship en 1962 (aujourd'hui connu sous le nom NASCAR Nationwide Series).
- Champion Northern NASCAR Championship en 1971 et 1972.
- Champion 1971 et 1974 de la piste Catamount Stadium.

Numéro mythique de ses voitures de course tout au long de sa carrière : 5A.

## 25 Victoires dans la sérieACT Pro Stock Tourentre 1979 et 1995[2]
- 26 avril 1981 Catamount Stadium, Milton VT
- 6 juin 1981 Autodrome Val-Bélair, Québec QC
- 4 juillet 1981 Catamount Stadium, Milton VT
- 5 septembre 1981 Autodrome Val-Bélair, Québec QC
- 4 octobre 1981 Stafford Motor Speedway, Stafford Springs CT
- 5 juin 1982 Autodrome Val-Bélair, Québec QC
- 31 juillet 1982 Autodrome Val-Bélair, Québec QC
- 22 août 1982 Thompson International Speedway, Thompson CT
- 29 août 1982 Autodrome de Laval, Laval QC
- 3 octobre 1982 Stafford Motor Speedway, Stafford Springs CT
- 13 mai 1984 Autodrome Val-Bélair, Québec QC
- 9 juin 1984 Catamount Stadium, Milton VT
- 30 juin 1984 Catamount Stadium, Milton VT
- 21 juillet 1984 Petty International Raceway, River Glade NB
- 22 juillet 1984 Autodrome Val-Bélair, Québec QC
- 29 juillet 1984 Autodrome de Mont-Laurier, Mont-Laurier QC
- 3 mai 1987 Beech Ridge Motor Speedway, Scarborough ME
- 5 juillet 1987 Thunder Road International Speedbowl, Barre VT
- 6 septembre 1987 Thunder Road International Speedbowl, Barre VT
- 27 septembre 1987 Catamount Stadium, Milton VT
- 10 avril 1988 Lee USA Speedway, Lee NH
- 29 mai 1988 Thunder Road International Speedbowl, Barre VT
- 16 juillet 1989 Autodrome St-Félicien, Saint-Félicien QC
- 21 juillet 1990 Unity Raceway, Unity ME
- 1er septembre 1990 Airborne Park Speedway, Plattsburgh NY